# Perro
Perro là một chi nhện trong họ Linyphiidae.